# Hearst
Hearst é uma cidade canadense localizado no norte da província de Ontário. Situa-se a, aproximadamente, 92 quilômetros da cidade de Kapuskasing. Sua população, segundo o censo de 2001, era de 5.825 habitantes.